# Keolis Belgium
Keolis Belgium (kortweg Keolis) is een Belgische vervoersmaatschappij en één van de grootste private vervoerders op de weg in België. Keolis Belgium is 100% dochteronderneming van het Franse Keolis, een internationaal mobiliteitsbedrijf met haar hoofdzetel in Parijs.

## Algemeen
Keolis Belgium voert hoofdzakelijk geregeld vervoer uit in alle Belgische provincies als onderaannemer van De Lijn en de TEC. Het bedrijf verzorgt stads-, streek- en schoolvervoer in alle provincies in België. Ongeveer 61% van de activiteiten bestaan uit zulke openbaar vervoersdiensten.
Andere diensten van Keolis zijn:
- touringcarverhuur en toerismevervoer
- bedrijfsvervoer, onder meer in de Haven van Gent als vervoerder van Max Mobiel en voor bedrijven in de Haven van Antwerpen
- private pendeldiensten voor bedrijven, steden en gemeenten
- taxivervoer met Taxis Melkior in Luik
- vervoer voor evenementen met Event-Shuttle
- de organisatie van groepsreizen en gegidste stadstours met Keolis Travel en Brussels City Tours.[1]

In september 2018 startte Keolis met de exploitatie van de eerste 100% elektrische autonome shuttle op de openbare weg in België. Dit gebeurde in samenwerking met Navya, de FOD Mobiliteit en Verkeer, het Vias institute en het Domein van de grotten van Han. Een tweede test volgde meteen erna in oktober 2018 in Waterloo, waarbij een grilliger traject van 2.4 kilometer werd afgelegd vanaf de Leeuw van Waterloo tot aan de hoeve van Hougoumont.
Keolis' zusteronderneming EFFIA, onderdeel van de Keolis Group, beheert sinds 2017 in België parkingactiviteiten. Zo heeft het in 2024 in totaal 81 parkeerterreinen in haar portfolio, waaronder 34 Park&Rides, twee parkings van ziekenhuizen en 12 private parkings in 38 Belgische steden en gemeenten. In totaal beheert EFFIA in België 44.220 parkeerplaatsen, waaronder 9.550 parkeerplaatsen op straat. Het bedrijf beschikt ook over 735 fietsparkeerplaatsen en 94 oplaadpalen voor elektrische voertuigen.

## Geschiedenis
In december 1996 werd Eurobus Holding (kortweg EBH) opgericht, waarin enkele pachters van TEC een samenwerking waren aangegaan. Aandeelhouders waren toen nog TEC, Consorts de Reys, Consorts Jost en Consorts Pauly. In 1997 werd Keolis (toen nog onder de naam Cariane) aandeelhouder (met een belang van ca. 11%) en in de jaren die volgden werden steeds meer bedrijven onderdeel van de Eurobus Holding. In 2001 werd de Belgische tak van National Express gekocht en werd Eurobus Vlaanderen (kortweg EBV) opgericht.
In 2008 nam Keolis alle private aandelen over. Het verkreeg zo een meerderheidsaandeel in de Eurobus Holding en Keolis werd 100% eigenaar van Eurobus Vlaanderen, dat toen omgedoopt werd in Keolis Vlaanderen. In 2009 volgde de overname van de Flanders Coach Group en in 2010 nam Keolis alle aandelen in EBH over van TEC. In 2018 nam het bedrijf de Open Tours Group over. Tegenwoordig voert Keolis in België zijn activiteiten uit via verschillende dochterbedrijven onder de naam Keolis Vlaanderen in de Nederlandstalige provincies en Eurobus Holding in de Franstalige provincies.

## Bedrijfsvorming
Keolis Belgium bestaat uit twee holdings; Eurobus Holding voor Wallonië en Brussel, Keolis Vlaanderen voor Vlaanderen. Deze holdings hebben een 30-tal dochterondernemingen of filialen.

### Vlaanderen
In Vlaanderen zijn de volgende filialen onderdeel van Keolis Belgium:
- Autobusbedrijf Bronckaers (Genk)
- Autobussen De Reys (Tisselt)
- Bus4You / De Turck (Geraardsbergen)
- Cintral of Cintra-Landen (Landen)
- Dony Autobus (Borgloon)
- Flanders Bus (Halle)
- Gino Tours (Jabbeke)
- Heyerick (Zulte)
- Keolis Vlaanderen (Genk)
- Modern Toerisme (Groot-Bijgaarden)
- Staca (Kortenberg)
- Trimi (Edegem)
- Van Rompaye (Edegem)

### Brussel en Brabant
In de omgeving van Brussel en in (voornamelijk) Waals-Brabant zijn de volgende filialen onderdeel van Keolis Belgium:
- Cardona Deltenre (Nijvel)
- Eurobussing Brussels (Brussel)
- Keolis Belgium (Brussel)
- Keolis Travel (Brussel)

### Wallonië
In Wallonië zijn de volgende filialen onderdeel van Keolis Belgium:
- Autobus Liégeois (Sprimont)
- Cars Gembloutois (Gembloux)
- Cie Autobus Liegeois (Sprimont)
- Cintra SA (Ramillies)
- Doppagne Autocars (Marche-en-Famenne)
- Ets Liénard & Cie SPRL (Bourlers)
- Eurobussing Wallonië (Flémalle)
- Garage Du Perron (Petit-Rechain)
- Picavet (Braine-L’alleud)
- SADAR (La Calamine)
- Satracom (Trois-Ponts)
- Sophibus (Philippeville)
- T.C.M. Cars (Visé)
- Taxis Melkior (Luik)
- Transports Penning (Saint-Vincent)
- Voyages Francois Lenoir (Cuesmes)